# 中国人民解放军陆军合成第三十七旅
合成第三十七旅（英語：37th Combined Arms Brigade），又称“南疆长城”，是中国人民解放军陆军第七十五集团军下辖的一个山地合成旅，驻地云南省红河哈尼族彝族自治州。

## 概述

### 红军时期
該旅最早編制可追溯至鄂豫皖紅四軍第十二師，自成立起就是红四方面军的绝对主力，后改编为红二十五军第七十三师。1932年秋，主力随红四方面军撤离鄂豫皖。1933年7月，红四方面军在川陕苏区立足已稳后开始扩军，以第七十三师为基础，连同任玮璋起义部队扩编成红三十一军，军长王树声、政治委员张广才（后曾传六代），下辖第九十一师，师长朱德崇、政治委员林英安；第九十二师，师长陈友寿、政治委员杨朝礼，第九十三师，师长叶道智、政治委员王德安。
1935年5月，红三十一军奉张国焘之命，放弃根据地开始长征。6月，红四方面军与红一方面军会师于四川懋功。两军会师后，均进行了整编，红三十一军的各级主官亦有调整：军长孙玉清、政治委员周纯全、参谋长李聚奎、政治部主任王新亭，辖第九十一师：师长余家寿（后徐深吉代）、政治委员桂干生；第九十三师：师长柴洪儒、政治委员叶成焕。
毛儿盖会议后，红三十一军跟随左路军北上，军长余天云（后王树声兼任）、政治委员詹才芳、参谋长李聚奎、政治部主任朱良才。10月5日，张国焘另立中国共产党中央，红三十一军再次南下。1936年6月，红二军团和红六军团到达四川甘孜，与红四方面军会师，7月2日，红二、六军团合并为红二方面军。不久，张国焘同意率部北上。10月，红军三大主力在甘肃会宁会师。
会师后，红三十一军编入中央红军序列，军长肖克、政治委员周纯全（后郭述申代）。

### 抗日时期至建国
1937年抗日战争爆发后，红三十一军整编为国民革命军八路军129师386旅，投入战场。被侵華日軍视为劲敌，恼怒之余，在“扫荡”时曾在装甲车外面贴上“专打386旅”的标语。時任美國駐華武官埃文斯·卡爾遜上校在參觀延安期間更是提到這是“386旅為全中國最好的旅”，并对386旅的军政制度赞不绝口。抗战时期参加了长生口、七亘村、神头岭、长乐村、香城固、百团大战、豫北等战役战斗，共歼灭日伪军2.5万余人。

### 建国后
建國後，參加了抗法援越、對越自衛反擊戰和成都军区对越轮战。
2017年，摩步第三十七师拆出装甲团和一一一团，组成合成第三十九旅，余部（一〇九团、炮兵团）整编为合成第三十七旅，转进云南红河州為現有編制。

## 沿革
参考资料：
| 部隊番號                 | 使用時期                 |
| ------------------------ | ------------------------ |
| 鄂豫皖紅四軍第十二师     | 1931年1月-1932年11月10日 |
| 中國工農紅軍第七十三师   | 1932年11月10日-1933年7月 |
| 中國工農紅軍第三十一軍   | 1933年7月-1937年8月      |
| 八路军第三八六旅         | 1937年8月-1945年10月     |
| 晉冀魯豫野戰軍第十二旅   | 1945年10月-1946年1月     |
| 晉冀魯豫野戰軍第十旅     | 1946年1月-1948年5月      |
| 中原野戰軍第十旅         | 1948年5月-1949年2月      |
| 中國人民解放軍第三十七師 | 1949年2月-1960年1月      |
| 陆军第三十七師           | 1960年1月-1985年9月      |
| 摩托化步兵第三十七師     | 1985年9月-2017年2月      |
| 合成第三十七旅           | 2017年2月至今            |

## 荣誉
- 红军师：原陆军第十三集团军步兵第三十七师[4]
- 红军旅：本旅[5][6]
- 红军团：原陆军第十三集团军步兵第三十七师第一〇九团[4]
- 洛阳英雄连、夜袭长胜连：原陆军第十三集团军步兵第三十七师第一〇九团第五连[4]
- 勇猛顽强英雄连：原陆军第十三集团军步兵第三十七师装甲团第三连[4]